# Hôtel Gascoing de Villecourt
L'hôtel Gascoing de Villecourt est un ancien édifice hôtelier, situé à Nevers dans le département de la Nièvre en France.

## Localisation
L'édifice se trouve 2 rue Marguerite Duras, anciennement 40 rue de l'Oratoire.

## Description
Cet ancien hôtel est notable par sa tourelle d'escalier du XVIe siècle, possédant à son sommet un colombage en surplomb sur pans coupés.

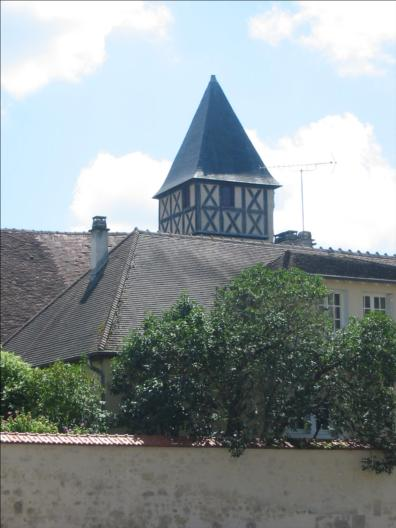